# Carlo Mense
Pour les articles homonymes, voir Mense.
Carlo Mense, né le 13 mai 1886 à Rheine (province de Westphalie) et mort le 11 août 1965 à Königswinter (Allemagne), est un artiste peintre allemand.
Peintre expressionniste rhénan et de la Nouvelle Objectivité, il est également professeur à l'Académie nationale des arts et métiers de Breslau.